# Paolo Fondato
Paolo Fondato (* 1947 in Rom) ist ein italienischer Regisseur.

## Leben
Fondato, Sohn des Filmregisseurs Marcello, begann 1969 als Regieassistent für Gianni Grimaldi, seinen Vater und andere. Dann wechselte er als Regisseur zum Fernsehen, für das er einige Filme inszenierte, und schrieb in den 1980er Jahren zwei Drehbücher für seinen Vater. 1997 debütierte er im Kino mit Ma Shamal, einem Abenteuerfilm. Die im Jahr darauf folgende Komödie Donna di piacere entstand nach einem Roman von Barbara Alberti. Fondato betätigte sich auch als Dokumentarist und Produzent.

## Filmografie (Auswahl)
- 1997: Ma Shamal – Ritorno al deserto
- 1998: Donna di piacere
- 2022: Zwei wie Pech und Schwefel (Altrimenti ci arrabbiamo)